# Harjosari (Doro)
Harjosari is een bestuurslaag in het regentschap Pekalongan van de provincie Midden-Java, Indonesië. Harjosari telt 1958 inwoners (volkstelling 2010).